# Roderick Thorp
Mayne Roderick Thorp (New York, 1º settembre 1936 – Oxnard, 28 aprile 1999) è stato un romanziere, investigatore privato e insegnante statunitense, specializzato in libri gialli.

## Biografia
Da giovane Thorp lavorò presso l'agenzia investigativa di suo padre. Più tardi insegnò letteratura e scrittura creativa presso scuole in New Jersey e California, e scrisse anche articoli per giornali e riviste.
Il suo secondo romanzo, Il detective (1966) fu adattato per il grande schermo nel 1968 con Inchiesta pericolosa, diretto da Gordon Douglas ed interpretato da Frank Sinatra, nel ruolo del protagonista Joe Leland.
Nel 1971 si impiegò come insegnante di letteratura al Ramapo College, a Mahwah, New Jersey, fino al 1976.
Anche il romanzo Nulla è eterno, Joe (Nothing Lasts Forever, 1979), seguito di Il detective, venne trasposto sul grande schermo, benché con alcune modifiche, e intitolato Trappola di cristallo. Completamente slegato dal precedente, il film venne diretto da John McTiernan, e con Bruce Willis nel ruolo del protagonista, John McClane.
Thorp morì di un attacco di cuore nella sua abitazione a Oxnard, California, e venne trovato deceduto tre giorni dopo.

## Opere
- Nel bosco (1961)
- Il detective (1966)
- Dioniso (1969)
- La musica delle loro ride: Un album americano (1970)
- Mogli: un'indagine (1971)
- Schiavi (1973)
- The Circle of Love (1974)
- Westfield (1977)
- Nulla è eterno, Joe (1979) (riemesso come Die Hard)
- Jenny e Barnum: un romanzo d'amore (1981)
- Arcobaleno Drive (1986)
- Devlin (1988)
- River: un romanzo del Green River Uccisioni (1995)